# Opera Sauvage (album)
Opéra sauvage este albumul compozitorului de origine greacă Vangelis, lansat în anul 1979, care cuprinde coloana sonoră a documentarului francez cu același nume produs de Frédéric Rossif. Coperta albumului este realizată de Vangelis însuși și prezintă în prim plan ochii unui om acoperit (se presupune că este al unui tuareg).
Albumul este produs în stilul reprezentativ al lui Vangelis cu un sunet electro-acustic reprezentativ pentru perioada de apogeu a marelui artist.
Linia melodică a albumului se apropie de specificul albumelor similare realizate în aceeași perioadă pentru același regizor francez: L'Apocalypse des animaux și La fête sauvage.

## Lista Pieselor
1. "Hymne"  – 2:46
2. "Rêve"  – 12:32
3. "L'Enfant"  – 5:05
4. "Mouettes"  – 2:31
5. "Chromatique"  – 3:32
6. "Irlande"  – 4:8
7. "Flamants roses"  – 11:51

"Hymne", "L'Enfant", "Mouettes" și "Irlande" sunt construite în mare parte pe aceeași temă instrumentală în timp ce "Rêve" este o melodie calmă, melancolică. "Chromatique" prezintă o cromatică instrumentală variată cu coarde și chitară acustică. "Flamants roses" cuprinde mai multe părți de la parți lente la pasaje ritmate terminând într-o notă de blues. Jon Anderson este cel care interpretează la harpă.
Vangelis interpretează la instrumente variate: sintetizator, pian, pian electric (mai ales în "Rêve"), baterie, percuție, xilofon, chitară acustică ("Chromatique"). Jon Anderson interpretează la harpă în piesa "Flamants roses".
Albumul a fost înregistrat în studioul Nemo al lui Vangelis în Londra în anii 1978 și 1979, având ca inginer de sunet pe Keith Spencer-Allen, asistat de Marlis Duncklau și Raphael Preston.

## Alte apariții
Regizorul Hugh Hudson a inteționat la început să includă piesa "L'Enfant" (de care era foarte atașat) în genericul filmului Chariots of Fire, în scena alergării pe plajă. Vangelis l-a convins să il lase să compuna o altă piesă care a rezultat în final în celebrul imn Chariots of Fire